# Rotfleckende Moosbeer-Nacktbasidie
Die Rotfleckende Moosbeer-Nacktbasidie (Exobasidium rostrupii) ist eine Pilzart aus der Familie der Nacktbasidienverwandten (Exobasidiaceae). Sie lebt als Endoparasit auf Gewöhnlichen Moosbeeren (Vaccinium oxycoccos) und infiziert deren Blätter. Erste Symptome des Befalls durch die Rotfleckige Moosbeer-Nacktbasidie sind kleine rote Flecken auf der Blattoberseite, die vom Auftreten des weißen Myzels an der Blattunterseite gefolgt werden. Die Art ist in Nord-, Nordwest- und Mitteleuropa nachgewiesen.

## Merkmale

### Makroskopische Merkmale
Die Rotfleckige Moosbeer-Basidie ist mit bloßem Auge zunächst nicht zu erkennen, Anfangssymptom des Befalls ist das Auftreten kleiner roter Flecke auf der Blattoberseite der infizierten Pflanze. Das Myzel des Pilzes tritt später auf der Blattunterseite aus und wird dort als dünner, weißlicher Teppich sichtbar.

### Mikroskopische Merkmale
Das Myzel der Rotfleckigen Moosbeer-Nacktbasidie wächst interzellulär und bildet Saugfäden, die in das Speichergewebe des Wirtes wachsen. Basidien werden entweder einzeln oder in Büscheln zwischen den Zellen der Pflanzenepidermis gebildet. Die Basidien sind lang, unseptiert und schmalkeulig, die Sporen hyalin und dünnwandig.

## Verbreitung
In Europa beschränkt sich die Verbreitung der Rotfleckigen Moosbeer-Nacktbasidie auf Mittel-, Nordwest- und Nordeuropa, sie ist an das Vorkommen der Gewöhnlichen Moosbeere (Vaccinium oxycoccos) gebunden.

## Ökologie
Einziger Wirt der Rotfleckigen Moosbeer-Nacktbasidie ist die Gewöhnliche Moosbeere. Der Pilz ernährt sich von den im Speichergewebe der Pflanzen vorhandenen Nährstoffen; beschränkt sich im Befall aber auf die Blätter. Die Übertragung von einer Pflanze zur nächsten erfolgt durch Sporenflug.